# Timm Golley
Timm Golley (* 17. Februar 1991 in Dinslaken) ist ein ehemaliger deutscher Fußballprofispieler.

## Karriere
Golley begann seine Karriere in der Jugendabteilung des VfB Lohberg und spielte anschließend für die Nachwuchsmannschaft des SuS 09 Dinslaken. Seine Torgefährlichkeit zeigte er schon als A-Jugendlicher und so debütierte Golley bereits mit 18 Jahren für die erste Mannschaft in der Landesliga Niederrhein. 2010 wechselte er zum Landesligakonkurrenten PSV Wesel-Lackhausen und schlug dabei höherklassige Angebote aus, um seine Lehre als Mechatroniker zu beenden. In Wesel entwickelte er sich in den folgenden zwei Jahren zu einem zuverlässigen Torjäger, nach zwölf Toren in seiner ersten Saison kam er 2011/12 in 22 Spielen auf 21 Tore.
Daraufhin wurde der Bundesligist Fortuna Düsseldorf auf den jungen Mittelstürmer aufmerksam, der ihn im Sommer 2012 verpflichtete. In seiner ersten Saison nach dem Wechsel vom PSV zur Fortuna kam Golley ausnahmslos in der zweiten Mannschaft in der Regionalliga West zum Einsatz. Er erzielte in 28 Partien fünf Tore. In der folgenden Spielzeit schaffte es Timm Golley mit weiteren Talenten der Fortuna-Reserve wie Tuğrul Erat und Eren Taskin in den Kreis des Profikaders. Nach einem Trainerwechsel in der Winterpause kam er unter Lorenz-Günther Köstner am 9. März 2014 zu seinem ersten Einsatz in der 2. Bundesliga, als er beim 1:1 gegen Dynamo Dresden für Andreas Lambertz eingewechselt wurde. In seinem vierten Spiel für die Fortuna gelang ihm beim 3:1-Heimsieg gegen den VfR Aalen am 13. April 2014 (30. Spieltag) mit dem Treffer zum zwischenzeitlichen 3:0 sein erstes Zweitligator.
Für die Rückrunde der Spielzeit 2014/15 wechselte Golley auf Leihbasis zum FSV Frankfurt. Zur Saison 2015/16 wurde er schließlich fest verpflichtet. Im Januar 2016 wechselte er auf Leihbasis bis Saisonende zum SV Wehen Wiesbaden. Zur Saison 2016/17 wechselte er zum Regionalligisten FC Viktoria Köln. Die Spielzeit beendete er mit der Mannschaft als Meister, in den Aufstiegsspielen zur 3. Liga scheiterte man jedoch am FC Carl Zeiss Jena.
In der Saison 2018/19 wurde Golley mit der Viktoria erneut Meister der Regionalliga und stieg in die 3. Liga auf, erhielt jedoch im Frühjahr 2019 kein neues Vertragsangebot mehr und wechselte daraufhin zum 1. FC Saarbrücken. Mit dem FCS wurde er Meister der Regionalliga Südwest 2019/20. Nach zwei Jahren in Saarbrücken vollzog er einen Wechsel drei Klassen tiefer in die Landesliga zu Hamborn 07. Im Sommer 2023 wechselte Golley in die Bezirksliga zu seinem Jugendverein SuS 09 Dinslaken.

## Erfolge
FC Viktoria Köln
- Meister der Regionalliga West: 2016/17, 2018/19
- Aufstieg in die 3. Liga 2018/19
- Mittelrheinpokalsieger: 2017/18

1. FC Saarbrücken
- Meister der Regionalliga Südwest: 2019/20
- Aufstieg in die 3. Liga 2019/20

## Beruflicher Werdegang
Vor seiner Karriere als Fußballprofi machte Golley eine Ausbildung zum Mechatroniker.
Nachdem er Anfang des Jahres 2022 seine Fußballkarriere beendet hatte, begann Golley eine Ausbildung zum Feuerwehrmann bei der Berufsfeuerwehr Duisburg.